# Brachyphaea fagei
Brachyphaea fagei là một loài nhện trong họ Corinnidae.
Loài này thuộc chi Brachyphaea. Brachyphaea fagei được Lodovico di Caporiacco miêu tả năm 1939.